# Colleen Hooverová
Colleen Hooverová rozená Margaret Colleen Fennell (* 11. prosince 1979 Sulphur Springs, Texas) je americká spisovatelka, především literatury pro mládež. Než se vydávání jejích knih ujalo nakladatelství, vydávala svá díla vlastním nákladem. K říjnu 2022 prodala přibližně 20 milionů knih a časopis Time ji v roce 2023 zařadil mezi 100 nejvlivnějších lidí světa.

## Život
Hooverová vyrůstala v texaském Saltillu. Vystudovala sociální práci na univerzitě Texas A&M-Commerce. Než se vydala na dráhu spisovatelky, pracovala na různých pozicích v sociální oblasti a jako učitelka. V roce 1998 absolvovala Saltillo High School. V roce 2000 se provdala za Heatha Hoovera, mají spolu tři syny.

## Dílo
V listopadu 2011 začala psát svůj debutový román Slammed, který neměla v úmyslu publikovat. Inspirovala se textem písně Avett Brothers, který do příběhu zakomponovala. Román vydala už v lednu 2012 vlastním nákladem. V únoru 2012 následovalo pokračování s názvem Point of Retreat. Když ji knižní bloggerka Maryse Blacková udělila pět hvězdiček, prodeje prvních dvou knih rychle narostly a její díla v žebříčku bestsellerů The New York Times stoupala nahoru. V té době opustila zaměstnání v sociální oblasti a stala se spisovatelkou na plný úvazek.
V prosinci 2012 vydala vlastním nákladem román Hopeless, v němž je hlavní postavou dívka nastupující na střední školu, která dosavadní vzdělání získala od své adoptivní matky v rámci domácí školy. Kniha se jako první román vydaný vlastním nákladem dostala na první místo žebříčku bestsellerů The New York Times.
Do roku 2015 pak vydala několik dalších knih, než jí v roce 2016 vyšel bestseller It Ends with Us. Román se dotýká domácího násilí a je inspirovaný osobní zkušeností Hooverové, která jako dítě vyrůstala v takové rodině. K roku 2019 se románu prodalo celosvětově přes milion výtisků a byl přeložen do více než dvaceti jazyků. Román získal velkou oblibu na sociálních sítích a i díky tomu se dostal na první místo žebříčku bestsellerů The New York Times. V květnu 2023 začalo natáčení jeho filmové adaptace.
V roce 2022 vyšlo pokračování románu It Ends with Us s názvem It Starts with Us, který se stal nejvíce objednávanou knihou nakladatelství Simon & Schuster UK všech dob. Téhož roku koupilo nakladatelství Simon & Schuster UK práva na dva samostatné romány Hooverové, které mají vyjít v letech 2024 a 2026.

## Výběrová bibliografie

### Řada Slammed
- Život jedna báseň (Slammed, 2012)
- Odvrácená tvář lásky (Point of Retreat, 2012)
- This Girl, 2013[1][2]

### Řada Hopeless
- Bez naděje (Hopeless, 2012)
- Losing Hope (Ztracená naděje, 2012)
- Finding Cinderella, 2013
- Finding perfects, 2019

### Řada Maybe Someday
- Možná jednou (Maybe Someday, 2014)
- Maybe Not, 2014
- Maybe Now, 2018

### Řada It Ends with Us
- Námi to končí (It Ends with Us, 2016)
- Námi to začíná (It Starts with Us, 2022)

### Samostatné knihy
- Odvrácená tvář lásky (Ugly Love, 2014)
- Nikdy, nikdy (Never Never, 2015 v digitální podobě; 2023 v papírové podobě)
- Confess, 2015
- 9.  listopad (November  9, 2015)
- Too Late, 2016
- Na obtíž (Without Merit, 2017)
- To nejlepší v nás (All Your Perfects, 2018)
- Pravda, nebo lež (Verity, 2018)
- Nelituju ničeho (Regretting You, 2019)
- Kosti v srdci (Heart Bones, 2020)
- Layla, 2020
- Vzpomínky na něj (Reminders of Him, 2022)